# 联合疗法
联合疗法（英語：Combination therapy），或稱合併用藥治療，是指使用了一种以上的藥品的疗法。一般来说，这些术语指的是使用多种疗法来治疗一种病症。通常来讲，联合疗法中所有的疗法都会用到药物（虽然有时也会用一些非医疗手段来治疗，比如药物、心理辅导双管齐下治疗抑郁症）。